# Urbaka

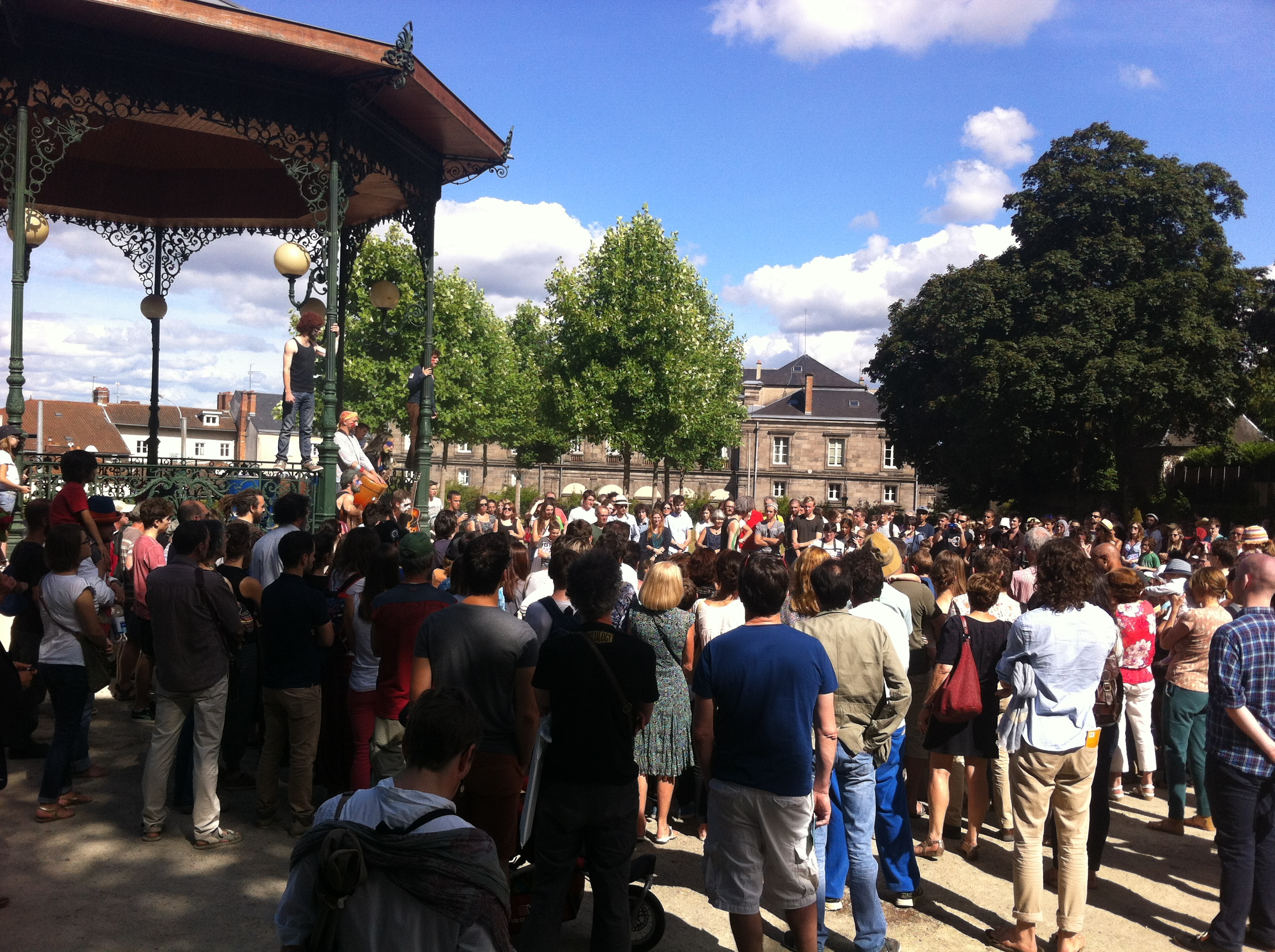
Un spectacle du festival 2015 dans le jardin d'Orsay.

Urbaka est un festival pluridisciplinaire d'art de rue et de spectacle vivant, se déroulant chaque année depuis 1989 à Limoges (Haute-Vienne).

## Histoire
Andrée Eyrolle, comédienne et metteur en scène crée des spectacles avec diverses compagnies. De son travail collaboratif de création théâtrale en Limousin naît le festival Urbaka, alors unique festival des arts de la rue en Limousin,. 
Selon sa créatrice, le terme Urbaka découle de l'association entre le mot « urbain » et les Akas, peuple pygmée — qu'elle a rencontré — qui invente des fêtes du coucher au lever du soleil. Urbaka est un festival annuel d'accès gratuit, qui se déroule fin juin pendant plusieurs jours à Limoges. Dans les années 2000, le festival se développe également dans les communes alentour.
Depuis 1989, Urbaka a invité des compagnies des arts de la rue diverses : Ilotopie, Transe Express, Metalvoice, les Quidams, Pascal Thomas, Ilka Schonbein, in Senso, Sara ducat, Entre Ciel et Terre, Léandre et d'autres venus d’Espagne, Italie, Écosse, Togo, Colombie, Pologne, Belgique, Angleterre, États-Unis, Allemagne, Congo, Australie, Argentine.